# Tetsuya Okayama
Tetsuya Okayama (岡山 哲也?, Okayama Tetsuya; Prefettura di Aichi, 27 agosto 1973) è un ex calciatore giapponese, di ruolo centrocampista.